# Bitwa pod Biłgorajem (1939)
Bitwa pod Biłgorajem (także bitwa o Biłgoraj) – szereg starć zbrojnych podczas kampanii wrześniowej 1939 roku. Miały one miejsce w dniach 14-17 września 1939 w okolicach Biłgoraja; w ich konsekwencji broniące miasta wojska polskie, ponosząc straty, wycofały się na wschód, a miasto zostało zdobyte przez armię niemiecką.

## Opis bitwy

### Geneza wydarzeń
Działania wojny polsko-niemieckiej w okolicy Biłgoraja rozpoczęły się 8 września 1939. Tego dnia miasto zostało zbombardowane przez lotnictwo Luftwaffe. Dzień później polska żandarmeria wojskowa aresztowała nadleśniczego Nadleśnictwa Biłgoraj, Ryszarda Müllera, któremu udowodniono szpiegostwo. Po wyroku sądu wojskowego 11 września został rozstrzelany wraz z dwiema Niemkami.
11 września miasto zostało podpalone przez niemieckich dywersantów, a pożar zniszczył większość zabudowy. 14 września Biłgoraj, mimo obrony polskiej artylerii przeciwlotniczej, został ponownie zbombardowany przez Luftwaffe. Tego samego dnia w sąsiedztwie miasta znalazły się jednostki Armii „Kraków” gen. Antoniego Szyllinga oraz Armii "Lublin" gen. Tadeusza Piskora, które pod naporem niemieckim cofały się na wschód, w stronę Tomaszowa Lubelskiego. Celem działań wojsk polskich było opóźnianie niemieckiego marszu na wschód i przez to przedłużanie ewakuacji wielkich jednostek w stronę granicy węgierskiej i rumuńskiej.

### Siły stron
Po stronie niemieckiej w działaniach w okolicy Biłgoraja bezpośredni udział brały jednostki niemieckiej  14 Armii, dowodzonej przez gen. Wilhelma Lista. Były to oddziały 8 Dywizji Piechoty gen. Rudolfa Kocha-Erpacha oraz 28 Dywizji Piechoty gen. Hansa von Obstfeldera, rozlokowane wzdłuż rzeki Tanew, nacierające w kierunku wschodnim i północno-wschodnim.
Po stronie polskiej w działaniach uczestniczyły głównie jednostki podporządkowane Armii „Kraków” gen. Antoniego Szyllinga. Oddziały te należały do 23 Dywizji Piechoty płk. Władysława Powierzy oraz do 55 Dywizji Piechoty płk. Stanisława Kalabińskiego. Były to:
- 11 pułk piechoty, dowodzony przez płk. Henryka Gorgonia,
- 73 pułk piechoty, dowodzony przez ppłk. Piotra Sosialuka,
- 201 pułk piechoty, dowodzony przez ppłk. Władysława Adamczyka.

Ponadto w Biłgoraju i jego bezpośredniej okolicy operowały inne oddziały wojsk polskich. Jednostki Krakowskiej Brygady Kawalerii gen. Zygmunta Piaseckiego oraz 3 pułku strzelców podhalańskich ppłk. Juliana Czubryta broniły przepraw na Tanwi w okolicy wsi Księżpol, ok. 10 km na południe od miasta. Siły 6 Dywizji Piechoty gen. Bernarda Monda powstrzymywały niemiecki atak znad tej rzeki w okolicy wsi Aleksandrów, ok. 10 km na południowy wschód. Tym ostatnim na pomoc dążyły oddziały Grupy Fortecznej Obszaru Warownego "Śląsk" płk. Wacława Klaczyńskiego.

### Przebieg walk
W dniach 14-15 września 1939 polskie oddziały prowadziły działania opóźniające marsz jednostek niemieckich. W tych dniach trwały walki w lasach po zachodniej stronie Biłgoraja.  
16 września nad ranem wojska niemieckie rozpoczęły atak na Biłgoraj, przez który maszerowały w tym czasie jednostki polskiej Grupy Operacyjnej "Śląsk". Rozpoczął się ostrzał artyleryjski terenu miasta, a oddziały niemieckiej 8 Dywizji Piechoty ruszyły do natarcia od strony zachodniej i południowej. Niemieckie natarcie na Biłgoraj prowadzone było wzdłuż trzech osi. Obronę wzięły na siebie głównie 11 pułk piechoty, który obsadził miasto, oraz 201 pułk piechoty, który obsadził wioski Dereźnia Solska i Majdan Stary po południowej stronie Biłgoraja. Mimo polskiej obrony już około godziny 1100 wojska niemieckie wdarły się do południowych dzielnic Puszcza Solska i Piaski. Jednak około godziny 1200 polskie oddziały z 11 i 73 pułku piechoty zorganizowały kontratak i, ponosząc ciężkie straty, wyparły Niemców z południowej części miasta. Dalsze walki o Biłgoraj trwały do zmierzchu. W ich trakcie ofiarą pożaru padło przedmieście Puszcza Solska, dalszym zniszczeniom uległy też obiekty w centralnej części miasta. 
Nad ranem 17 września 1939 do miasta ponownie wkroczyły oddziały niemieckiej 8 Dywizji Piechoty, zaś jednostki polskie ostatecznie wycofały się na wschód. 

### Następstwa
Jednostki polskich Armii „Kraków” i "Lublin" po opuszczeniu rejonu Biłgoraja wycofywały się dalej na wschód. Kres ich działaniom przyniosła kapitulacja po ciężkich walkach w lasach Puszczy Solskiej i w okolicy odległego o ok. 50 km Tomaszowa Lubelskiego.
W bitwie o Biłgoraj śmierć poniosło około 80 polskich żołnierzy, a drugie tyle zostało rannych. Ranni trafiali do Wojskowego Szpitala Doraźnego, utworzonego przy Szpitalu Powiatowym w Biłgoraju. Poległych pochowano na tymczasowym, przyszpitalnym cmentarzu oraz na innych cmentarzach miasta.
17 września 1939 rozpoczął się w Biłgoraju okres okupacji niemieckiej. Później miasto zostało jeszcze zaatakowane przez polskie jednostki kawaleryjskie Garnizonu Kowel płk. Leona Koca, wchodzące w skład oddziałów płk. Tadeusza Zieleniewskiego. W dniach 28 września–3 października 1939 w mieście trwała okupacja sowiecka. Później do Biłgoraja wrócili Niemcy, których okupacyjne władze opuściły miasto dopiero w lipcu 1944. W wyniku działań wojennych z 1939 miasto było zupełnie zrujnowane, gdyż zniszczeniu uległo około 80% zabudowy. Uznaje się, że w 1939 Biłgoraj był najbardziej zniszczonym miastem województwa lubelskiego.

## Upamiętnienie
- W Biłgoraju, w granicach dzielnicy Puszcza Solska, znajduje się ulica imienia Armii „Kraków”. Przy tej ulicy, w pobliżu szpitala, stoi pomnik[3] w formie kamiennego głazu. Na pomniku znajduje się tablica z napisem Pamięci poległych w walce z Niemcami hitlerowskimi we wrześniu 1939 roku[4].
- Szczątki żołnierzy, którzy w 1939 zostali pochowani na doraźnie urządzonym cmentarzu przy szpitalu w Biłgoraju, w 1951 zostały ekshumowane i przeniesione do wydzielonej kwatery na Rotundzie w Zamościu[1]. Groby ofiar bitwy znajdują się też na cmentarzach przy ul. Lubelskiej i przy al. Jana Pawła II w Biłgoraju[5].